# Хинтерланд
Хинтерланд е термин от немския език, означаващ „земята отзад“ (напр. град, пристанище, или нещо подобно). В английския език за първи път думата hinterland е употребена през 1888 година от Джордж Чисхолм в неговия труд Handbook of Commercial Geography („Наръчник по търговска география“).
Терминът хинтерланд се отнася за всяка част зад крайбрежие или брегова линия на река. По-точно, под това понятие се разбира континенталната зона, която е покрай пристанище, и за която има претенции от държавата, към която принадлежи крайбрежието. Там, откъдето стоките се доставят в пристанището за изпращане и превоз навън, се нарича хинтерланд на пристанището. Терминът се използва и за областта покрай град, малък или голям.
В по-широк смисъл, хинтерландът е селската територия, която има икономически връзки с градскатата система на по-големите градове или агломерации. Големината на хинтерланда зависи от географски фактори, но също и от лекотата, скоростта и цената за транспорта между пристанището и хинтерланда. Според употребата в превозите, хинтерландът на пристанището е територията, за която то се грижи, както за вноса, така и за износа. В колониалната употреба, терминът се използва за заобграждащите земи на бившите европейски колонии в Африка, които макар да не са технически част от колонията, са повлияни от колонията. По аналогия в икономиката, хинтерландът е земята, от която се набират клиенти за дадена услуга, също наричана и пазарна зона.
В немския език Hinterland се използва и по-общо за тези части от страната, където има малко население, а инфраструктурата не е добре развита. Въпреки това, Provinz (аналог на 'провинция') е по-често срещана дума. В САЩ и в Американския Среден Запад, където се изпитва немско културно влияние, думата има това последно значение, като е синоним на countryside, backcountry и boondocks. Австралийският еквивалент е Outback.
По-дълбоко значение терминът има описването на британските политици, в конкретност за дълбочината и пространствеността на знанията от други области, например култура, академично знание, изкуство, литература и наука. Така например може да се каже, че даден политик "has a vast hinterland" ('има обширен хинтерланд'), или has no hinterland ('няма никакъв хинтерланд'). Навлизането на този термин се приписва на Денис Хийли (британски министър на отбраната 1964-70 и канцлер на хазната 1974-1979) и съпругата му Една Хийли, както се упоменава в преглед на една от биографиите му.